# Забайкальский национальный парк
Забайка́льский национа́льный парк — государственный национальный парк в Республике Бурятии. Находится в ведении Министерства природных ресурсов и экологии Российской Федерации. Одно из немногих заповедных мест России, полностью отвечающее рекомендациям ЮНЕСКО, предъявляемым к этой категории особо охраняемых природных территорий (ООПТ).
Задачей парка является охрана и рекреационное использование природных ресурсов восточного побережья озера Байкал. 

## Климат
Территория Забайкальского национального парка относится к среднебайкальскому восточному климатическому району и характеризуется континентальным климатом с холодной продолжительной зимой и тёплым, иногда засушливым летом. На климат прибрежной части смягчающее воздействие оказывает озеро Байкал.
Средняя температура января −18—19 °С, июля +12—14 °C. В горах среднеянварская температура понижается до −23—25 °С, а местами (в межгорных понижениях) до −27 °C. Максимальные среднеиюльские температуры в межгорных понижениях — до + 18,5 °C. Абсолютный температурный максимум составляет +36 °C, а абсолютный минимум — −50 °C.
Вода в Байкале даже в самое жаркое время редко прогревается выше +14 °C. Среднегодовое количество атмосферных осадков колеблется от 350 мм на побережье до 450 мм в горах. Преобладают западные и юго-западные ветры.

## Геология и рельеф
Национальный парк расположен в пределах типичной горно-таёжной области. В границах парка выделяются крупные орографические единицы: полуостров Святой Нос, Баргузинский хребет, Чивыркуйский перешеек и Ушканьи острова.
По территории парка в северо-восточном направлении простираются два горных хребта: Баргузинский, постепенно понижающийся от Баргузинского заповедника к Бармашёвому озеру (наивысшая отметка хребта в границах парка — 2376 метров над уровнем моря) и Срединный хребет полуострова Святой Нос, постепенно понижающийся от центра полуострова к северу и югу (наивысшая отметка в средней части — 1877 м).
Чивыркуйский перешеек соединяет полуостров Святой Нос с восточным берегом Байкала. Ушканьи острова являются вершинами подводного Академического хребта, который разделяет Байкальскую впадину на две котловины — северную и южную.
Территория национального парка распределяется по крутизне склонов следующим образом: 26° и выше (крутосклоны) — 55 %, от 16° до 25° — 28 %, от 0 до 15° — 17 %.
- Ушканьи острова
- Вид с вершин Святого Носа на Чивыркуйский перешеек и Баргузинский залив
- Чивыркуйский залив. В Змеиной бухте
- полуостров Святой Нос

## Гидрография
Сухопутная граница национального парка проходит по водоразделу бассейна реки Баргузин, которая находится за пределами парка. На территории парка протекает множество небольших рек (Буртуй, Малый Чивыркуй и др.). Все они имеют замкнутые бассейны и несут свои воды в Байкал. Наиболее значительные из них: Большая Черемшана, Малая Черемшана, Большой Чивыркуй.
Самые крупные озёра — Арангатуй и Малый Арангатуй — расположены на Чивыркуйском перешейке и соединены с Чивыркуйским заливом. Следующее по величине озеро Бармашёвое известно своими минеральными водами. Кроме того здесь насчитывается более двух десятков карстовых озёр.
На территории парка имеются выходы термальных вод — источники Змеиный, Нечаевский, Кулиное.
В границы национального парка вошло 37 тыс. га акватории озера Байкал (27 тыс. га в Чивыркуйском заливе и 10 тыс. га в Баргузинском заливе). Заливы разделены Чивыркуйским перешейком — перемычкой, образованной наносами рек Баргузин и Малый Чивыркуй.

## Почвы
Почвообразующие породы отличаются многообразием и представлены элювием коренных пород. Почвы на территории парка в большинстве своём мелкопрофильные, щебнистые, легкосмываемые осадками и развеваемые ветром при отсутствии растительности.
Распределение почв происходит по высотно-поясному принципу:
- Основной фон почв тундрово-гольцового лесного комплекса (1400—2600 м над ур. м.) представлен горно-тундровыми фрагментарными, горно-тундровыми торфянистыми и перегнойными, и горно-тундровыми глеевыми мерзлотными почвами.
- В почвенном покрове субальпийско-подгольцового лесного комплекса (1300—2000 м над ур. м.) основной фон образуют горно-тундровые перегнойные, горно-тундровые дерново-перегнойные, горно-таёжные торфянисто-подзолистые и горно-таёжные перегнойно-торфянистые почвы.
- В кедрово-таёжном (1000—1800 м над ур. м.) и кедрово-пихтовом таёжном комплексах основной фон образуют горно-таёжные перегнойно-торфянисто-подзолистые, торфянисто-подзолистые, перегнойно-торфянистые почвы. В комплексе с ними развиты горно-таёжные торфянисто-подзолисто-глеевые и дерново-перегнойные почвы.
- Основной фон светлохвойного лиственнично-таёжного лесного комплекса (600—1500 м над ур. м.) образуют дерновые лесные и дерново-карбонатные почвы. В отрицательных элементах рельефа распространены луговые мерзлотные почвы.
- В почвенном покрове лугово-степного (455—950 м над ур. м.) и подтаежно-лесостепного (500—1200 м над ур. м.) лесных комплексов преобладают горные дерново-мерзлотные и дерново-подзолистые почвы. Часть площади занимают боровые пески. Почвенный покров под осоково-вейниковыми зарослями представлен болотными мерзлотными почвами.

Большую пестроту почвенного покрова в пределах лесных комплексов создают особенности микро- и мезорельефа и разнообразие почвообразующих пород.

## Флора
Территория национального парка входит в зону подтаёжных лесов южной тайги Сибири. В структуре растительного покрова хорошо прослеживается вертикальная поясность, характерная для гор Забайкалья.
В составе лесных насаждений господствуют хвойные породы: обыкновенная сосна (Pinus sylvestris) — 33,6 %, кедровый стланик (Pinus pumila) — 29,2 %, сибирский кедр (Pinus sibirica) — 13,5 %, лиственница Гмелина (Larix gmelmii) — 9,1 %, пихта сибирская (Abies sibirica) — 5,4 %. Лиственные насаждения занимают незначительные площади: берёза каменная и широколистная (Betula ermanii, В. pla-typhylla) — 4,3 %, осина (Populus tremula) — 3,9 %.
В распределении горно-таёжных лесов парка существует ряд особенностей. В отличие от континентальных гор Сибири, где преимущественное развитие получили лиственничные (Larix gmelmii) и кедрово-лиственничные (Pinus sibirica — Larix gmelmii) леса в лесных поясах, в национальном парке площади их невелики (около 14 тыс. га). Распространены они островами по речным террасам на моренах. На северо-западе полуострова Святой Нос насаждения лиственницы (Larix gmelinii) заходят языками до верхней границы леса. Всю остальную территорию полуострова в пределах лесного пояса занимают сосновые (Pinus sylvestris) леса. Они преобладают и на западном склоне Баргузинского хребта (от Большого Сухого ручья до устья реки Баргузин).
Темнохвойные леса парка (из пихты сибирской — Abies sibirica) занимают отдельные участки и в большинстве своем тяготеют к наиболее увлажнённому побережью Байкала, а также встречаются на северо-востоке полуострова Святой Нос. По восточному берегу Байкала в подлеске появляется кедровый стланик (Pinus pumila). На отдельных участках побережья он вместе с другими хвойными породами формирует особый тип сообществ, соответствующий поясу влажных прибайкальских лесов. На полуострове Святой Нос он представлен лишь фрагментарно.
В составе флоры много эндемичных, редких и реликтовых растений. Реликтовое происхождение имеют различные типы степных фитоценозов, ценными являются растительные сообщества высокогорных комплексов с альпийскими кустарничками на Ушканьих островах и полуострове Святой Нос. На территории национального парка выявлено более 10 тыс. га природных насаждений особой ценности, в том числе леса из сосны (Pinus sylvestris), лиственницы Гмелина (Larix gmelinii), сибирского кедра (Pinus sibirica) и пихты сибирской (Abies sibirica) в возрасте 200 лет и старше. В особо ценные выделены сообщества кедрового стланика (Pinus pumila) и ёрника (Betula divaricata). Особый интерес, как редкий вид на западной границе своего ареала, представляет чозения (Chosenia arbutifolia). По предварительным оценкам флора парка составляет более 700 видов сосудистых растений. Здесь отмечены местообитания многих видов, занесённых в Красную книгу Российской Федерации, 19 эндемичных видов, 9 видов редких на Байкале, в том числе бородиния Тилинга (Borodinia tilingii).

## Фауна
На территории национального парка зарегистрировано 300 видов наземных позвоночных животных: 50 видов млекопитающих, 250 — птиц, 3 — пресмыкающихся и 3 вида земноводных. Наиболее обычные виды млекопитающих средних и крупных размеров: заяц-беляк (Lepus timidus), белка (Sciurus vulgaris), ондатра (Ondatra zibethica), соболь (Martes zibellina), горностай (M. erminea), бурый медведь (Ursus arctos), благородный олень (Cervus elaphus), лось (Alces alces). Ушканьи острова являются важнейшим на Байкале местом лежбища байкальского тюленя (Phoca sibirica). 49 видов наземных позвоночных животных, встречающихся в парке, занесены в Красные книги Российской Федерации и/или Республики Бурятии.
Ихтиофауна Баргузинского и Чивыркуйского заливов, озёр и рек парка представлена такими видами рыб, как омуль (Coregonus autum-nalis), сиг (С. lavaretus), сибирский хариус (Thymallus arcticus), налим (Lota lota), щука (Esox lucius), окунь (Perca fluviatilis), елец (Leuciscus leuciscus), язь (Lidus), обыкновенная плотва (Rutilus rutilus) и др. Чивыркуйский залив является одним из основных мест, где нерестится озёрная форма сига.
- Серая цапля
- Белёк
- Чайки
- Птенец чайки

## Природные и археологические памятники
На территории национального парка насчитывается множество уникальных природных объектов. Из них 17 ещё до создания парка были объявлены памятниками природы. Это ландшафтные памятники природы (Онгоконский мыс, Большой Бакланий остров, Ушканьи острова), геологические (Малочеремшанская пещера, Поющие пески, острова Большой и Малый Кылтыгей, остров Камешек-Безымянный), водные (источники Змеиный, Кулиных болот, Нечаевский, озеро Арангатуй), ботанические (урочище Черемшанская роща).
Историко-культурный комплекс парка включает природно-исторические памятники (засечки Монаховская, Нижнеизголовская, Зимовейномысская, Шимайская), множество археологических памятников, среди которых неолитические стоянки, плиточные могилы II в. до н. э. и могилы поздних кочевников XIV—XV веков, следы древней оросительной системы, 35 поселений бронзового и раннего железного веков.
- Острова
- Голый остров
- Большой Бакланий остров
- Белый Камень
- Ушканьи острова

## Функциональное зонирование
В 1989 году институтом «Росгипролес» разработан Проект организации парка («Схема генерального плана организации Забайкальского государственного природного национального парка»). Согласно действующему Положению о ФГУ «Забайкальский национальный парк», установлено несколько функциональных зон с различным режимом охраны и использования:
1. Зона заповедного режима — 90 717 га.
2. Особо охраняемая зона — 26 295 га.
3. Зона рекреационного использования — 106 658 га.
4. Зона обслуживания посетителей — 7165 га.
5. Зона хозяйственного использования — 6165 га.
6. Зона познавательного туризма — 30 177 га.

## Управление
В сентябре 2011 года началась реорганизация заповедника — вышел приказ МПРиЭ РФ об образовании на базе Забайкальского национального парка и Баргузинского заповедника Федерального государственного бюджетного учреждения «Объединённая дирекция Баргузинского заповедника и Забайкальского национального парка».

## Персонал
Директор: Овдин Михаил Евгеньевич
Заместитель директора по охране территории: Маковеев Николай Васильевич
Старший научный сотрудник: Разуваев Андрей Евгеньевич
Штат: всего 68 человек, научные сотрудники — 1 чел., служба охраны — 35 человек.